# USS San Diego (CL-53)
Pour les autres navires du même nom, voir USS San Diego.
L’USS San Diego (CL-53) est un croiseur léger de classe Atlanta. Nommé d'après la ville de San Diego, il est commissionné peu après l'entrée en guerre des États-Unis dans la Seconde Guerre mondiale.
Il est l'un des navires de la marine américaine les plus décorés de la Seconde Guerre mondiale avec 18 battle stars.
En service sur le théâtre Pacifique, il a notamment participé à la bataille navale de Guadalcanal, à la libération des Philippines, à la bataille d'Iwo Jima et à la bataille d'Okinawa.
Il est décommissionné le 4 novembre 1946 après moins de 5 ans de service et ferraillé le 1er mars 1959.